# Onthophagus championi
Onthophagus championi là một loài bọ cánh cứng trong họ Bọ hung (Scarabaeidae).